# 원자과학자회보

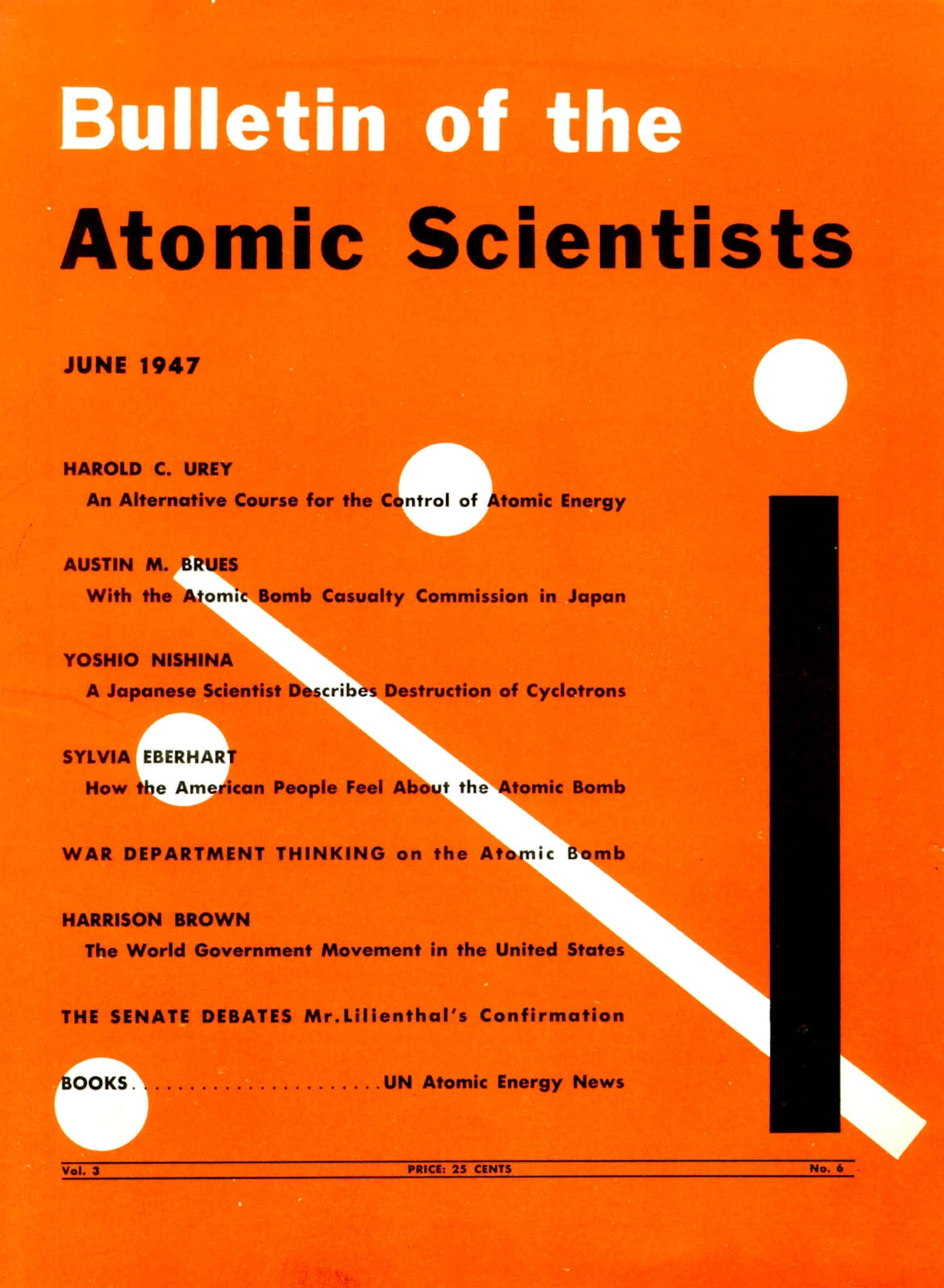

『원자과학자회보』(Bulletin of the Atomic Scientists)는 과학기술의 발전이 인류에게 부정적 결과를 가져오는 것에 관한 격월간 학술지이자 그것을 출판하는 미국의 비영리 과학자 단체다. 1945년 알베르트 아인슈타인과 맨해튼 계획 참여 과학자들이 히로시마·나가사키 핵폭격을 목격한 직후 설립했다. 설립 당시 이름은 『카고 원자과학자회보』(Bulletin of the Atomic Scientists of Chicago)였다. 1947년 지구종말시계를 고안하였고 지금까지 관리해 오고 있다.